# Guerra ispano-marocchina
La guerra ispano-marocchina, conosciuta anche come  prima guerra del Marocco, o, in Spagna, come la Guerra d'Africa (in spagnolo: Guerra de África), iniziò il 22 ottobre 1859 con la dichiarazione di guerra della Spagna al Marocco e terminò con il trattato di Wad-Ras del 26 aprile 1860.

## Il contesto
Nel corso del XIX secolo, il Marocco subì varie sconfitte militari per mano degli europei, in particolare nella guerra franco-marocchina del 1844. Nel 1856 gli inglesi fecero pressioni sul Marocco perché firmasse i trattati anglo-marocchini di amicizia che introdussero limitazioni doganali alle dogane marocchine ponendo fine ai monopoli reali.
Gli spagnoli considerarono la sconfitta marocchina nel 1844 e i trattati del 1856 con gli inglesi come un segno di debolezza e, spinti dalla volontà nazionale di una conquista africana, dichiararono guerra al Marocco.

## Il corso della guerra
Alla fine del 1859, tribù marocchine fecero irruzione in una guarnigione spagnola alla periferia di Ceuta, provocando una risposta da parte degli spagnoli che, ignorando i tentativi della Gran Bretagna per una soluzione pacifica, invasero il Marocco, sconfiggendo facilmente l'esercito del Sultano vicino a Ceuta.
Gli spagnoli raggiunsero Tetuán il 3 febbraio 1860. Per due giorni la città fu bombardata,  e quindi fu lasciata mano libera alle tribù del Riff che si riversarono in città e la saccheggiarono (soprattutto i quartieri ebraici).
Il 5 febbraio gli spagnoli entrarono in città, mettendo fine sia alla battaglia che alla guerra.

## Conseguenze
Allarmati dalla vittoria spagnola nella battaglia di Tetuán, gli inglesi fecero pressione sia sui marocchini che sugli spagnoli perché fosse conclusa una pace, il che portò alla richiesta spagnola di un indennizzo di 100 milioni di pesetas. Gli inglesi prestarono ai marocchini 500 000 sterline per aiutarli nel rimborso. Gli spagnoli mantennero l'occupazione di Tetuán fino al pagamento del debito e dislocarono propri agenti doganali nei porti marocchini per incassare le entrate doganali al posto del servizio doganale marocchino come pagamento.